# ويليام ادمون
ويليام ادمون (بالإنجليزية: William Edmond)‏ هو محامي وقاضي وسياسي أمريكي، ولد في 28 سبتمبر 1755 في الولايات المتحدة، وتوفي في 1 أغسطس 1838. انتخب عضو مجلس النواب الأمريكي.